# Bengaluru Open 2018
Il Bengaluru Open 2018 è stato un torneo maschile tennis professionistico. È stata la 3ª edizione del torneo, facente parte della categoria Challenger 125 nell'ambito dell'ATP Challenger Tour 2018, con un montepremi di 150 000 $. Si è giocato dal 12 al 17 novembre 2018 sui campi in cemento dello KSLTA Stadium di Bangalore, in India.

## Partecipanti

### Teste di serie
| Nazionalità | Giocatore            | Ranking* | Testa di serie |
| ----------- | -------------------- | -------- | -------------- |
| Moldavia    | Radu Albot           | 100      | 1              |
| Argentina   | Marco Trungelliti    | 121      | 2              |
| Svezia      | Elias Ymer           | 130      | 3              |
| India       | Prajnesh Gunneswaran | 141      | 4              |
| Australia   | Marc Polmans         | 142      | 5              |
| Francia     | Quentin Halys        | 145      | 6              |
| Regno Unito | Jay Clarke           | 174      | 7              |
| Canada      | Filip Peliwo         | 181      | 8              |

- Ranking al 5 novembre 2018.

### Altri partecipanti
I seguenti giocatori hanno ricevuto una wild card per il tabellone principale:
- Adil Kalyanpur
- Saketh Myneni
- Sumit Nagal
- Suraj Prabodh

I seguenti giocatori sono passati dalle qualificazioni:
- Sebastian Fanselow
- Youssef Hossam
- Sasikumar Mukund
- Zsombor Piros

Il seguenti giocatore è entrato in tabellone come lucky loser:
- Zizou Bergs

## Punti e montepremi
| Torneo    | Torneo              | V      | F      | SF    | QF    | 2T    | 1T    | Q | Q2 | Q1 |
| Singolare | Punti               | 125    | 75     | 45    | 25    | 10    | 0     | 5 | 0  | 0  |
| Singolare | Premi in denaro ($) | 21 600 | 12 720 | 7 530 | 4 380 | 2 580 | 1 560 | – | 0  | 0  |
| Doppio    | Punti               | 125    | 75     | 45    | 25    | –     | 0     | – | –  | –  |
| Doppio    | Premi in denaro ($) | 9 300  | 5 400  | 3 240 | 1 920 | –     | 1080  | – | –  | –  |

## Campioni

### Singolare
Prajnesh Gunneswaran ha sconfitto in finale  Saketh Myneni con il punteggio di 6–2, 6–2.

### Doppio
Max Purcell /  Luke Saville hanno sconfitto in finale  Purav Raja /  Antonio Šančić con il punteggio di 7–6(3), 6–3.